# Tribuna elettorale
Tribuna elettorale è stata una rubrica televisiva centrata sui temi della politica. La trasmissione, curata dal giornalista Jader Jacobelli, veniva mandata in onda inizialmente solo sulla prima rete Rai per poi essere trasmessa anche su Rai 2 e Rai 3 a partire dagli anni ottanta; la trasmissione divenne in seguito rubrica della Testata Servizi Parlamentari.
Moderata inizialmente dal giornalista Gianni Granzotto, fu varata per la prima volta mercoledì 11 ottobre 1960 e trasmessa in prima serata (allora fissata alle ore 21) in vista delle elezioni amministrative del novembre successivo.
Il suo scopo era quello di consentire ai partiti rappresentati in Parlamento, di utilizzare il medium televisivo a fini di propaganda politica.
Analoga a quella di Tribuna elettorale è stata l'esperienza della trasmissione Tribuna politica.

## La formula
La nascita di Tribuna elettorale fu determinata, oltre che dall'apertura all'espressione pluralistica del nuovo orientamento politico di centro-sinistra propugnato da Amintore Fanfani (che si contrapponeva al centrismo maggiormente conservatore di Mario Scelba), da una specifica indicazione della Corte costituzionale che nel luglio dello stesso anno aveva ribadito il dovere del servizio pubblico televisivo di assicurare imparzialità nella diffusione del pensiero.
La trasmissione - la cui formula ricalcava precedenti esperienze radiofoniche come La voce dei partiti e La campagna elettorale - era articolata in un dibattito in diretta e in una conferenza stampa con giornalisti delle diverse testate giornalistiche presenti in studio che formulava domande alle personalità politiche intervenute in rappresentanza dei partiti.
Il brano che inizialmente costituiva la sigla iniziale della trasmissione si intitola Mighty Ocean.
Nel tempo la formula della trasmissione cambiò; nonostante ciò, già dai tardi anni settanta emerse un certo calo di interesse da parte del pubblico verso la trasmissione; questo calo era peraltro sollecitato da altre proposte televisive su questo argomento che venivano dalle allora nascenti emittenti private.
Nel corso degli anni 2010 la trasmissione venne soppressa, ma la sua formula viene ripresa ancora oggi da altre trasmissioni, curate da Rai Parlamento o dalla Testata Giornalistica Regionale, in occasione delle elezioni politiche italiane e delle elezioni europee.

## I primi partecipanti
Gli uomini politici che parteciparono alle prime puntate della trasmissione furono Mario Scelba e i segretari di partito Aldo Moro (Democrazia Cristiana), Arturo Michelini (Movimento Sociale Italiano), Palmiro Togliatti (Partito Comunista Italiano), Alfredo Covelli (Partito Democratico Italiano di Unità Monarchica), Giovanni Malagodi (Partito Liberale Italiano), Oronzo Reale (Partito Repubblicano Italiano), Giuseppe Saragat (Partito Socialista Democratico Italiano), Pietro Nenni (Partito Socialista Italiano).
La prima puntata ebbe un ascolto di sette milioni di spettatori, numero che quasi raddoppiò nelle puntate successive. Alla conduzione della trasmissione si alternarono poi altri giornalisti fra cui Luciana Giambuzzi e Jader Jacobelli.